# Syntrofi
Syntrofi  är fenomenet att en art lever av det en annan art producerar. I denna förening förbättras tillväxten av en partner, eller beror på näringsämnena, tillväxtfaktorerna eller substratet som tillhandahålls av den andra partnern. Jan Dolfing beskrev syntrofi som "den kritiska ömsesidigheten mellan producent och konsument". Denna term för näringskompensation används ofta i mikrobiologi för att beskriva symbiotiska förhållanden mellan bakteriearter. Morris och andra har beskrivit processen som "obligatorisk mutualistisk metabolism".